# Paul-Émile Victor
Paul-Émile Victor (nacido Paul Eugène Steinschneider, 28 de junio de 1907-7 de marzo de 1995) fue un etnólogo y explorador francés.
Victor nació en Ginebra (Suiza), en una familia judía francesa. Se graduó en Ingeniería en la École Centrale de Lyon en 1928. En 1934, participó en una expedición que atravesó Groenlandia. Durante la Segunda Guerra Mundial, se alistó en las Fuerzas Aéreas de los Estados Unidos. Después de la guerra, inició las Expéditions polaires françaises para organizar expediciones polares francesas. Murió en 1995 en Bora Bora, adonde se había retirado en 1977.
Una estudio dirigida por Víctor en 1951 concluyó que, bajo la capa de hielo, Groenlandia está compuesta por tres grandes islas.  En 1952 fue galardonado con la Patron's Gold Medal por la Royal Geographical Society de Londres por este trabajo.
El Monte Victor, en las montañas Bélgica de la Antártida, lleva su nombre.
Su hijo, Jean-Christophe Victor, protagonizó el semanario geopolítico Le dessous des cartes en ARTE.